# Скажені сусіди. Нові історії
«Скажені сусіди. Нові історії» — український комедійний фільм 2022 року режисера Олега Борщевського. Події фільму охоплюють перший сезон телесеріалу «Скажені сусіди» та, по суті, є її адаптацією. Прем'єра в Україні відбулася 7 липня 2022 року та зібрала понад 18000 глядачів.

## Сюжет
У сім’ї Середюків нарешті все спокійно: низка гучних весіль позаду, а набридливий сусід Тарас зник із горизонту, не витримавши утисків сімейства. Тож Василь та Галина нарешті можуть приділити більше часу один одному. Гармонію порушує сусідка Оксана, яка привезла з курорту нового чоловіка — теж Тараса. Ним виявився колишній однокласник Василя Середюка, який докучав йому усі шкільні роки. Відтоді починається нове протистояння.

## Акторський склад

### Головні ролі
- Назар Задніпровський[1] — Василь Середюк
- Леся Самаєва[2] — Галина Середюк
- Поліна Василина — Катерина Середюк
- Джиммі Воха-Воха — Франсуа
- Юрій Горбунов — Назарій Запухляк
- Віра Кобзар — Оксана
- Віталій Іванченко — Тарас
- Інна Приходько — Оля
- Арам Арзуманян — Ашот

### Другорядні ролі
- Кіра Саяпіна
- Катерина Файн
- В'ячеслав Хостікоєв
- Олексій Потапенко
- Катерина Рубашкіна
- Дмитро Суржиков

## Знімальна група
- Режисери-постановники: Олег Борщевський
- Сценаристи: Микола Куцик, Ярослав Стень, Богдан Гациляк, Кирило Тимченко
- Оператори-постановники: Максим Баєв
- Продюсери: Ірина Костюк, Надія Коротушка, Кирило Горобець
- Креативні продюсери: Микола Куцик